# Kamejama (město)
Kamejama (japonsky 亀山市) je město v prefektuře Mie v Japonsku. K roku 2019 v ní žilo přes padesát tisíc obyvatel.

## Poloha a doprava
Kamejama na jižní straně Honšú, největšího japonského ostrova, ve vnitrozemí u východního pobřeží poloostrova Kii.
V rámci prefektury Mie hraničí na východě a severovýchodě se Suzukou, na jihu s Cu a na západě s Igou. Na severozápadě hraničí s Kókou v sousední prefektuře Šize.
Kamejama má nádraží, kde jezdí vlaky provozované Středojaponskou železniční společností a Západojaponskou železniční společností.

## Dějiny
Kamejama, stejně jako do ní v roce 2005 začleněné obce Seki a Sakašita, byly v období Edo poštovními stanicemi na trase Tókaidó.

### Rodáci
- Teinosuke Kinugasa (1896–1982), filmový režisér